# トレムセン県
トレムセン県（アラビア語: ولاية تلمسان Tlemcen）は、アルジェリア北西部の県（ウィラーヤ）。県都はトレムセンである。トレムセン国立公園がある。

## 隣接する県
- アイン・ティムシェント県
- シディ・ベル・アッベス県
- ナーマ県
- オリアンタル地方

## 下位行政区画
20の地区（ダイラ）と53の基礎自治体からなる。

## 国立公園
県の中央部に位置する県都のトレムセンのすぐ隣には東西に長く延びるトレムセン国立公園があり、面積は約100,000 haである。国立公園は2016年にユネスコの「トレムセン山生物圏保護区」に指定され、域内にはフランスモミジ、テレビンノキ、オークなどの植生があり、ヨーロッパジェネット、シロエリハゲワシ、サンカノゴイが生息している。